# Fils du peuple

Fils du peuple est l'autobiographie de Maurice Thorez, parue en 1937 puis rééditée en 1949 et 1954, sous forme réécrite avec des passages supprimés et ajoutés. Ce fut l'une des œuvres mises en avant en 1950 dans la « bataille du livre » lancée en 1949 par le Parti communiste français, dont Thorez était le secrétaire général depuis les années 1930, et qui a servi de fondement au culte de la personnalité qu'il a instauré dans son parti autour de sa personne.

## Historique

### Édition de 1937
Suivant le modèle du culte de la personnalité que commence à imposer Staline en URSS, Thorez décide de renforcer son image personnelle en publiant en 1937 son autobiographie, même s'il n'a que 37 ans, avec l'aide du journaliste et écrivain marxiste français Jean Fréville. Le livre devait, selon la suggestion de Paul Vaillant-Couturier, rédacteur en chef de L'Humanité, incarner l'histoire du communisme français et sera actualisé pour fêter les 50 ans de l'auteur, en 1950, en tentant d'embellir son rôle politique et historique dans la Seconde Guerre mondiale.
La construction du récit dans Fils du peuple a été jugée « soignée » et recourt à des événements historiques, ce qui permet « d’inscrire Thorez dans l’épopée du mouvement ouvrier français ». L'autobiographie s’ouvre pratiquement par la catastrophe de Courrières de 1906, Thorez affirmant s'en souvenir avec précision même s'il n’a pas encore 6 ans et les pages consacrées à cet événement changeront peu au lors des différentes rééditions.
Jean Fréville y insère aux pages 36-37 un passage où les initiales des mots forment la phrase « Fréville a écrit ce livre », qui sera supprimé dans les éditions suivantes.
La parution du livre est accompagnée dès 1937 d'une vaste campagne publicitaire, estimée à 180 000 francs, engloutissant à elle seule entre le tiers et la moitié des dépenses publicitaires annuelles des Éditions sociales, la maison d'édition du Parti communiste français. Des encarts sont publiés dans la presse non communiste, et un film de promotion, tandis que Maurice Thorez et Jeannette Vermeersch, son épouse, sont filmés à leur domicile, par le réalisateur Jean Renoir, alors proche du PCF, et parrain de leur premier fils pour un film, intitulé également Fils du peuple, finalement non diffusé.

### Éditions de 1949 et 1950
En septembre, le livre est complété  et réédité aux Éditions sociales, dans un premier temps à 76 900 exemplaires vendus en trois semaines, sa vente constituant une des principales activités du PCF, puis 120 000 exemplaires, chiffre considérable pour l'époque, suivie d'autres retirages puis d’une édition illustrée lancée en 1950, au tirage plus réduit. Les ajouts ont pour rôle d'embellir le rôle politique et historique, au cours de la Seconde guerre mondiale, et de préparer l'anniversaire grandiose des 50 ans de l'auteur, qui a lieu en avril 1950.
Dans cette nouvelle édition, il est ainsi écrit : « La direction du Parti prit la décision juste de me faire passer à l'activité clandestine… Le 4 octobre (1939), je repris ma place à la tête des militants communistes traqués et persécutés… En 1943, en ma qualité de membre du Bureau de l'Internationale, je participais à Moscou aux délibérations d'où sortit (sa) dissolution… ».
La réédition s'effectue sur fond d'anniversaire grandiose pour les 70 ans de Staline, le modèle de Thorez, qui a lieu fin 1949. Selon l'historien du PCF Philippe Robrieux, « il y a un rite et une étiquette du culte, puisque dans la presse, dans les meetings ou dans les congrès, tout est toujours mesuré proportionnellement à la place attribuée à chacun par le maître de l’URSS et de l’Internationale. Le concert d’éloges qui monte vers Staline et […] dans des proportions hiérarchisées, et donc plus modestes, vers Thorez, n’a donc rien de fortuit ni de spontané. »
Le livre se veut un manuel de base pour les militants, et promu comme telle, accompagné d’un "guide sur la bonne manière de lire Fils du peuple", le tout étant promu via une campagne d'envergure encore bien plus importante que celle de 1937 : déplacements, signatures, campagne de presse, intervention à la radio, avec des milliers de réunions, expositions, affiches, discours, chansons, poèmes et peintures vantant la suprématie de Maurice Thorez sur sa formation.
La diffusion a atteint 450 000 exemplaires au printemps 1950, soit 300 000 de plus qu’en 1937-1938, une diffusion triplée, le nombre d'adhérents du PCF ayant fortement progressé depuis la Seconde guerre mondiale.
En pleine réédition, Joseph Ducroux, directeur des Éditions sociales, est cependant mis en difficulté par la direction du PCF en raison de « l'évolution politique » de son épouse, Flora, médecin ophtalmologue d'origine juive, qui ira jusqu'à exprimer ouvertement ses doutes sur les fondements de l'affaire des blouses blanches de l'hiver 1952-1953. Une édition de 1950, similaire à celle de 1949, s'effectue à tirage plus limité mais illustrée par des artistes militant au PCF.
Deux mois après, l'autobiographie de Maurice Thorez, les Éditions sociales ont publié un autre livre, en décembre 1949, de Roger Collewaert sur la grève des mineurs de mai-juin 1941, tentant d'accréditer dès les premières pages du premier chapitre, propos qui sera réitéré en 1966 par un livre d'Auguste Copin.
Ces différents livres accréditent la thèse d'une grève menée à l'Appel du 10 juillet 1940, signé Thorez-Duclos, dont le contenu a été tronqué et modifié dans , tout comme le cinquantième anniversaire de Maurice Thorez, organisé en symbiose avec XIIe congrès du Parti communiste français, est fêté à la fosse 7 de la compagnie des mines de Dourges, dite du "Dahomey" pour accréditer l'idée que la grève aurait été initiée par Thorez.

### Édition de 1954
En 1954, la campagne pour une nouvelle réédition, imposée par la suppression des noms des dirigeants depuis écartés, sera beaucoup plus discrète que celle de 1949 . Ces dirigeants importants du PCF disparus de l'organigramme sont notamment André Marty, Charles Tillon et Auguste Lecoeur.

### Contexte des éditions de 1949 et 1950
Le contexte des éditions de 1949 et 1950 est celui de la propagande sur son rôle pendant la Résistance, période au cours de laquelle Maurice Thorez était réfugié politique en URSS. Dès 1947, Jean Laffitte avait été chargé par le PCF d'écrire un livre à ce sujet traduit en 14 langues et par la suite considéré comme un "classique" dans les pays d'Europe de l'Est, mais accusé d'avoir entretenu une confusion entre la répression contre la Résistance et celle qui a suivi la signature du pacte germano-soviétique. Dans une note en bas de page, l'organisation spéciale est présentée comme ayant été fondée "dès les débuts de l'Occupation, avec la mission particulière d'organiser les sabotages", dans un chapitre intitulé "Ceux qui luttaient déjà", mettant en scène un PCF complètement engagé dans la Résistance dès 1940. Jean Laffitte présidait à cette époque la « Commission des éditions », rattachée au Comité central du PCF, qui fonctionne « comme un comité de lecture, mais aussi de censure et de surveillance idéologique ». « C'est Maurice qui va être content ! », en apprenant le déclenchement de la grève patriotique des cent mille mineurs du Nord-Pas-de-Calais de mai-juin 1941 fait dire Laffitte à l'un de ses personnages, au sujet de Maurice Thorez. Le livre évoque une entrevue avec Jacques Duclos, datée du 20 décembre 1940, qui aurait déjà prévu le jour où l'Amérique et l'Union soviétique seront entraînées dans le conflit. La résistance gaulliste n'est mentionnée qu'une fois et pour être dénigrée, accusée de n'avoir pas utilisé, en 1943, les armes parachutées, et d'avoir refusé tout contact avec les communistes.